# Ghouls 'n Ghosts
Ghouls 'n Ghosts, lanzado originalmente en Japón como Daimakaimura (大魔界村 La gran aldea del mundo demoníaco?), es un videojuego de plataformas y run and gun desarrollado por Capcom y fue lanzada como arcade en diciembre de 1988, y fue portado a un número de plataformas. Es una secuela de Ghosts 'n Goblins y es el segundo juego de la serie del mismo nombre.

## Objetivo del juego
El objetivo del juego es muy similar al de Ghosts 'n Goblins: tiene cinco niveles pero también hay que dar dos vueltas al juego. En la segunda vuelta, al final del quinto nivel, con un arma especial (el Psycho Cannon) deberá derrotar a Lucifer (Loki en la versión japonesa) para liberar las almas de los pueblerinos secuestrados y rescatar a la princesa Prin Prin. La diferencia es que en Ghosts'n Goblins, tras el final, la partida vuelve a comenzar (con secuencia inicial de secuestro de la princesa incluida), mientras que en Ghouls'n Ghosts, tras la animación final, la partida termina directamente.

## Armadura dorada o mágica
Aparte de la armadura normal, existe una armadura mágica (encerrada dentro de uno de los cofres que van apareciendo en los niveles) con la que podemos hacer distintas magias con cada arma. Estas "magias" pueden considerarse modalidades de uso nuevas y potenciadas de las distintas armas que Sir Arthur va obteniendo en el transcurso del juego. Al lado del arma que marca, aparece una barra roja que al mantener presionado el botón de disparar, la barra se llena. Cuando ésta está totalmente llena (lo que toma unos segundos), al soltar el botón, se lanza la magia.

## Armas
Las armas son las siguientes:

### Lanza
La Lanza es el arma con la que Arthur comienza el juego. Se desplaza horizontalmente. Su magia es un rayo que se dispara hacia arriba y luego a los costados, matando a los enemigos que se encuentren en la trayectoria de los rayos.

### Puñal
El puñal se mueve idénticamente a la lanza pero es más rápido y está a distintas alturas en distintos momentos que se dispare. Su magia es un holograma de Sir Arthur, que actúa como una especie de "doble" del mismo y que le permite disparar el doble o en diferentes direcciones al mismo tiempo, puesto que el doble imita los movimientos del original.

### Antorcha
La antorcha se desplaza hacia abajo siempre en forma de gravedad. cuando toca el suelo, desata una fila de llamas. Su magia son unas bolas azules que revolotean en la pantalla, siguiendo un patrón y con un efecto muy similares a los rayos que genera la Espada cuando hace su magia.

### Hacha
Se desplaza con 45° hacia arriba, y esta arma atraviesa a los enemigos pudiendo así matar a varios enemigos con una sola hacha. Su magia es una explosión que se realiza en el sitio donde esté Sir Arthur, matando a cualquier enemigo que se encuentre dentro del radio de la explosión.

### Disco
El disco se desplaza en forma horizontal, pero cuando está agachado Sir Arthur el disco sigue las irregularidades del suelo. Su magia es un espejo que detiene un disparo de algún enemigo.

### Espada
La espada no se dispara, sino que se mueve de arriba hacia abajo en forma de curva, y tiene un muy corto alcance. Su magia son unos relámpagos que se desplazan en diagonal hacia arriba y luego retornan hacia Sir Arthur de forma similar a un búmeran.

### Psycho Cannon
Este es el arma especial para derrotar a Lucifer que este es el único arma capaz de derrotar a Lucifer. Sólo se puede obtener en la segunda vuelta y teniendo la armadura dorada. Se mueve en línea recta pero desaparece a una cercana distancia. Es capaz de proteger a Sir Arthur de las balas de los enemigos, a las que también anula. Cuando se dispara, se arrojan unas gigantes bolas turquesas como las bolas de un cañón. Su alcance varía dependiendo del tipo de armadura que vista Sir Arthur. Se puede obtener abriendo un cofre y se aparece un ángel que se transforma en un pentáculo luminoso y recogiéndolo, obtienes el Psycho Cannon. A diferencia del resto de armas, el Psycho Cannon no tiene magia que disparar.

## Niveles
El juego posee 6 niveles en los que Sir Arthur debe derrotar enemigos y demonios, con un jefe de final de nivel que se debe derrotar antes de avanzar al siguiente.

### El cementerio y el bosque
Este nivel es muy similar al Primer nivel del Ghosts'n Goblins. Aquí hay parcas con guadañas que golpearán con ellas cuando el jugador esté cerca. También hay buitres que saldrán a volar, normalmente en dirección a Sir Arthur. Después de cruzar un lago, entrará en el Bosque; acá habrá viento con criaturas que se rodean de un tornado y que solo pueden ser destruidas por detrás o cuando dejan de generar el tornado; una vez pasado el bosque se llega a una zona multiplataforma en la que surgen del suelo ramas articuladas que intentan golpear a Sir Arthur. Aparecen también del suelo tulipanes que escupen calaveras. Además hay gigantes con cabeza de cerdo que portan un tridente y que cuando ven a Sir Arthur acercarse, se mueven a gran velocidad e intentan saltarle encima, pudiendo también vomitarle ácido si lo observan desde una plataforma superior. Al llegar al final, está el primer Jefe del juego, Shielder: un gigante que porta su cabeza en la mano. Es inmune en todo el cuerpo salvo en su cabeza. Una vez derrotado, de lo alto de la pantalla caerá una llave para abrir la puerta de final de nivel y proseguir al siguiente.

### Las casas abandonadas y el Pueblo de lava
En esta Segunda Fase, habrán tortugas roca que son inmunes cuando saltan, también hay puentes sobre con partes débiles, las cuales, si Sir Arthur pasa sobre dichas partes, se rompen, cayendo Sir Arthur a un foso de arena guardado por una especie de hormiga león gigantesca e indestructible, debiendo  Sir Arthur retornar al principio del puente antes de ser alcanzado por la hormiga o de caer al fondo del foso. 
Una vez superados los puentes, Sir Arthur debe esquivar los extremos ígneos de las aspas de un molino que gira cada vez más deprisa, llegando así al minijefe de mitad de fase, un Demonio Rojo (Red Arremer) que esquiva muy bien los ataques de Sir Arthur y no será fácil de vencer. 
En la mitad Posterior del nivel, hay un temblor, y luego lava por todas partes, con murciélagos de fuego. Al finalizar el nivel, esta Cerberus. Este jefe es un perro envuelto en llamas que saltará a lo alto, o a lo bajo, lo que obligará al jugador a agacharse. Cuando se derrota, está otra llave para acceder a la siguiente Fase.

### La Fortaleza de la Subida y las Horribles lenguas plataforma
Aquí el piso subirá y subirá intentando aplastar a Sir Arthur contra las paredes y techos. Habrán armaduras de barro, Goblins voladores, Peces globo Beholder. En la mitad posterior de este nivel, el jugador se tendrá que montar en estas lenguas donde volarán libélulas-insecto, etc. Y el Jefe al final, Gassuto, un ojo rodeado de nubes, que volará alrededor  de Sir Arthur. Tras derrotar a este jefe, se accederá al próximo nivel: La Mina abandonada.

### La Mina Abandonada
Este nivel parece ser más colorido que los otros. Acá aparecerán brujas como en el Cementerio, Cabezas que dispararán Gemas, Gusanos sin ojos, y otros enemigos. Luego habrán plataformas de hielo, que hacen que Arthur se resbale y caiga a los pinchos, también hay manos-sanguijuela, Después habrán plantas que sirven de plataforma que bajarán sin parar, y al final, está el Jefe, Ohme, una larva enorme que atacará con larvas más pequeñas. Sus puntos débiles son 5 corazones que aleatoriamente salen a la luz, y que el jugador les pueda disparar. Al derrotarlo, se pasa al Castillo Oscuro.

### Castillo Oscuro
Aquí aparecerán varios enemigos derrotados de niveles anteriores y, además, habrá dragones de hueso, que estarán volando y molestando a Sir Arthur. Más adelante habrá jefes de niveles previos (ej: Cabezas de Shielder, Demonios como Astaroth [el jefe Final del Ghosts'n Goblins ] pequeños Gassuto, etc) y, el Jefe al Final del nivel, Beelzebub, una mosca que se dividirá en moscas más pequeñas que lo hace inmune. Tras derrotarlo en la segunda vuelta, se accederá a la Sala de Lucifer teniendo el Psycho Cannon, mientras que en la primera vuelta se recibe un mensaje de que se necesita un arma más poderosa para entrar y el jugador es enviado al Cementerio otra vez.

### Cámara de Lucifer
- Sólo aparece en la segunda vuelta. Aquí habrá que vencer a Lucifer (Loki en la versión japonesa): un gran demonio que está en su trono atacando con rayos a Sir Arthur. Se lo vence atacándole en su cabeza. Una vez derrotado se termina el juego con los nombres de los enemigos derrotados, y registrando tu puntaje.